# ISO 9660
Файлова система ISO 9660 є найпоширенішою файловою системою для оптичних накопичувачів і використовується і донині поряд з іншими файловими системами.
Згідно зі специфікацією в одному секторі CD-диску міститься 2352 байтів даних, з яких користувачу доступно 2048 байтів даних, інші байти використовуються для синхронізації і відновлення пошкоджених даних. Кожен сектор складається з 98 кадрів, у кожному з яких знаходиться по 24 байти.

## Різновиди форматів запису
Є декілька форматів запису інформації в сектори на диску, а саме:
- CD-ROM Mode 1, використовується для зберігання даних, визначає 2352 байт на сектор відповідно до стандарту «Red Book» разом з 12 байтами синхронізації, 4 байтами заголовку даних, 2048 байтами даних користувача і 288 байтами корекції і визначення помилок. Ці байти дозволяють проводити виправлення даних при їх фізичному пошкоджені, або невпевненому читанні.
- CD-ROM Mode 2 Form 1, використовується для зберігання даних, використовує той самих формат, що і Mode 1. Не бажано використовувати з причин сумісності.
- CD-ROM Mode 2 Form 2, призначений для інформації нечутливої до помилок читання таких як аудіо чи відео, надає 2352 байт разом з 12 байтами синхронізації, 4 байтами заголовку даних і 2336 байтами даних користувача. Mode 2 надає на 14 % більше місця під дані користувача ніж Mode 1 завдяки виключенню інформації для корекції і детектування помилок, але незначні помилки при читанні даних розміщених у цьому форматі майже ніколи не будуть помічені людиною через наявність механізму інтерполяції. Video CDs записується в форматі Mode 2 Form 2. За цим стандартом початкові 32768 байт резервуються під завантажувальну інформацію і дозволяють застосовувати CD-диски для завантаження PC.

### Внутрішня організація файлової системи
Також в початку треку розміщується опис тому диску, котрий додатково резервується, при зчитуванні диску; якщо програма не може визначити тип тому – вона пропускає її допоки не знайде ту, котру зможе зрозуміти. Завдяки цьому нестандартні файлові системи для даної ОС не впливають на загальну справність диску. Також тут розміщується інформація про початок і кінець опису тому диску. Перший том також може містити так званий superblock, що може використовуватися в середовищі ОС UNIX, тут також знаходиться інформація про корінь тому і додаткову інформацію про розміри блоків.
Також на диску присутній параметр «Volume Space Size» значення якого вказує на місце зайняте на носію. «File attributes» визначає папку чи файл. Атрибути файлу, що знаходиться в підкаталозі знаходиться в описі каталогу, або, опціонально, в розширеному записі атрибутів.
Є два шляхи для знаходження файлу в системі ISO 9660. Один шлях полягає у пошуку каталогів і перегляду кожного каталогу в пошуку файлу. Інший шлях полягає у використані заздалегідь скомпільованої таблиці шляхів, в якій вже прописані всі шляхи, проте не всі системи мають механізм використання такої таблиці.

## Імена файлів і директорій
Існує декілька рівнів, що визначені стандартом:
- Level 1: Назви файлів складаються з 8-ми символів імені і 3-х символів розширення файлу, використовуються прописні букви, цифри і символ підкреслювання «_»; максимальний рівень вкладеності каталогів — вісім.
- Level 2: Назви файлів не обмежені форматом 8.3, але не більше максимального значення, враховуючи по байту на кожний каталог і довжину імені. Типовим є значення, близьке до 180 символів, в залежності від кількості розширених атрибутів файлу.
- Level 3: Файли можуть бути фрагментовані (використовується при пакетному запису, або мультисесійному записі на CD-диск).

## Інші вимоги до назв файлів і директорій
- Можуть використовуватися такі символи, як: символи англійського алфавіту в верхньому регістрі, цифри, символи підкреслень («_») і крапка. В ОС Linux відбувається автоматична конвертація з верхнього регістру в нижній при монтуванні файлової системи.

- Назва файлу не може починатися, чи закінчуватися з крапки.
- Ім'я файлу не може містити більше ніж одну крапку.
- Назва каталогу не може містити крапку взагалі.

Як було сказано вище, існує обмеження на вкладення каталогів, котре рівне 8.
Також існує обмеження на максимальний розмір файлу рівне 2^31-1 байтів, тобто файл не може займати більше 2 Gb, яке можна обійти фрагментацією файлу проте такий файл може читатися під ОС Windows XP і не зчитуватися в середовищі Mac OS X.
Також існує обмеження на максимальну кількість каталогів, що випливає з використання 16-бітового ідентифікатора в таблиці каталогів, і становить 65535 каталогів, яке не накладається при відмові від використання таблиці шляхів.

## Інші стандарти
ISO 9660:1999 є останнім доповненням до стандарту ISO 9660. Воно виправляє багато виявлених проблем, а саме:
- збільшує максимальну довжину шляху до 207 символів
- Знімає ліміт на кількість каталогів і обмеження використання крапок в іменах файлів.

ISO/IEC 13490 являє собою наступну версію ISO 9660 (level 3), файлової системи CD-ROM. ISO 13490 містить багато важливих доповнень. Вона підтримує довгі імена файлів, POSIX атрибути, і може містити в імені символи не тільки з ASCII. Окрім того, цей стандарт описує мультисесійні диски.